# Tihana Nemčić Bojić

Tihana Nemčić Bojić (Koprivnica, 20. veljače 1988.) hrvatska je nogometna trenerica i bivša nogometašica, doktorica kineziologije
Rodila se u Koprivnici 20. veljače 1988. Podrijeklom je iz Križevaca, gdje je išla u osnovnu i srednju školu. Počela je igrati nogomet s 12 godina s dječacima u Križevcima. Dok je studirala kineziologiju na Sveučilištu u Zagrebu, igrala je za sveučilišni nogometni tim i bila kapetanica tima. Bila je reprezentativka hrvatske ženske nogometne reprezentacije od 2006. do 2010. s 10 nastupa.
Nakon ozljede prestala je igrati nogomet i postala jedna od najistaknutijih hrvatskih igračica futsala (malog nogometa). Imala je 6 nastupa za hrvatsku žensku futsal reprezentaciju (2018. i 2019. godine). Napisala je knjigu "Joker" o futsalu. Igrala je futsal i za talijanske ženske prvoligaške klubove Futsal Breganze i Futsal feminile Cagliari. Bila je prva Hrvatica koja je dobila profesionalni ugovor u futsalu i prva žena nogometna analitičarka na HTV-u.
Ona je i prva žena u Hrvatskoj, koja je bila glavna trenerica muške nogometne ekipe. To je bio nogometni klub "Viktorija" Vojakovac kraj Križevaca, kojeg je trenirala 2012. godine nakon kraja igračke karijere u futsalu zbog ozljede koljena. O tome su pisale i engleske novine “Daily Mail”. Bila je pomoćna trenerica Danijelu Pranjiću u NK Dubravi i NK Trnju. Trenirala je i ženski nogometni klub "Rijeka" i hrvatsku žensku futsal reprezentaciju te ŽNK Agram, ŽNK Plamen- Križevci, ŽNK Vrbovec, NK Križevci (mlađi uzrasti), Futsal Breganze i A.S.D. Breganze calcio.
Dana 18. srpnja 2019. godine, obranila je doktorski rad na Kineziološkom fakultetu u Zagrebu pod naslovom “Oblikovanje i vrjednovanje notacijskog sustava za analizu izvedbe u futsalu”.
Nastupila je u kulinarskoj televizijskoj emisiji na Novoj TV pod nazivom „Riba na torti” u siječnju 2024.